# Бернбург
Бернбург (на немски: Bernburg) е град в средата на Саксония-Анхалт, Германия, с 33 920 жители (2015). Намира се на река Заале, 45 km южно от Магдебург и 40,2 km северно от Хале. Бернбург исторически е резиденция на страничната линия Анхалт-Бернбург.